# José Manuel Jurado
José Manuel Jurado (Sanlúcar de Barrameda, 29 juni 1986), is een Spaans betaald voetballer die doorgaans op het middenveld speelt. Hij verruilde Al-Ahli in februari 2019 voor Changchun Yatai.

## Clubvoetbal
Jurado stroomde door vanuit de jeugd van Real Madrid. Hij behoorde vier seizoenen tot Real Madrid Castilla en maakte zowel zijn competitiedebuut in het eerste elftal als zijn debuut in de UEFA Champions League, maar een doorbraak bleef uit. Hij verhuisde daarop in de zomer van 2006 naar Atlético Madrid. Zijn overgang vond plaats rond presidentsverkiezingen bij Real Madrid en na commotie onder de supporters verkondigde de nieuwe voorzitter Ramón Calderón dat de transfer misschien niet door zou gaan, ook al waren de contracten al ondertekend.
Jurado vertrok uiteindelijk voor ongeveer €3.000.000,- toch naar Atlético. Real kreeg een optie waarmee het hem binnen drie jaar terug kon kopen mits de speler dit zelf dan ook wilde. Dit gebeurde niet. Jurado stond vier jaar onder contract bij Atlético en eindigde in die tijd als zevende, vierde en negende in de Primera División met de club. Na een tweede seizoen waarin hij door blessures geen basiskracht was, werd hij gedurende het seizoen 2008/09 verhuurd aan RCD Mallorca. Na zijn terugkeer bij Atlético speelde hij alle wedstrijden van 2009/10. Dat jaar won hij zowel de finale van de UEFA Europa League als de UEFA Super Cup met de club. In beide wedstrijden viel hij in de tweede helft in.
Jurado verruilde in augustus 2010 Atlético Madrid voor FC Schalke 04, waar hij voor vier seizoenen tekende. Hiermee won hij in zijn eerste seizoen de DFB-Pokal en de Duitse supercup. Tijdens de met 0-5 gewonnen finale om de DFB-Pokal, maakte hij zelf het vierde doelpunt. In de wedstrijd om de supercup schoot hij na 0-0 in de reguliere speeltijd en verlengingen de laatste strafschop binnen in de beslissende penaltyserie. In de Bundesliga eindigde Schalke in Jurado's twee jaar bij de club achtereenvolgens als veertiende en als derde. Daarbij kwam hij zelf tijdens zijn tweede jaar bijna 40% minder wedstrijden in de competitie aan spelen toe.
Schalke verhuurde Jurado in augustus 2012 voor een jaar aan Spartak Moskou, dat hem daarna definitief overnam. Hiermee werd hij in drie jaar vierde, zesde en nog een keer zesde in de Premjer-Liga. Spartak was daarbij ook de vierde achtereenvolgende club waarvoor hij uitkwam in de Champions League.
Jurado tekende in juli 2015 een contract tot medio 2018 bij Watford, dat in het voorgaande seizoen naar de Premier League promoveerde. Hier kwam hij te werken onder coach Quique Sánchez Flores, die van 2009 tot en met 2011 ook zijn trainer was bij Atlético Madrid. Jurado speelde dat jaar 27 competitiewedstrijden en eindigde met Watford op de dertiende plaats. Na afloop van het seizoen vertrok coach Sánchez Flores in juni 2016 naar RCD Espanyol. Jurado ging hem opnieuw achterna en tekende een maand later een contract tot medio 2018 bij de Spaanse club.

## Clubstatistieken
| Seizoen | Club                 | Competitie                | Duels | Doelp. |
| ------- | -------------------- | ------------------------- | ----- | ------ |
| 2002/03 | Real Madrid Castilla | Segunda División A        | 1     | 0      |
| 2003/04 | Real Madrid Castilla | Segunda División A        | 23    | 4      |
| 2004/05 | Real Madrid Castilla | Segunda División A        | 35    | 4      |
| 2005/06 | Real Madrid Castilla | Segunda División A        | 36    | 5      |
| 2005/06 | Real Madrid          | Primera División          | 3     | 0      |
| 2006/07 | Atlético Madrid      | Primera División          | 33    | 0      |
| 2007/08 | Atlético Madrid      | Primera División          | 16    | 2      |
| 2008/09 | → RCD Mallorca       | Primera División          | 35    | 9      |
| 2009/10 | Atlético Madrid      | Primera División          | 38    | 7      |
| 2010/11 | Atlético Madrid      | Primera División          | 1     | 1      |
| 2010/11 | FC Schalke 04        | Bundesliga                | 28    | 3      |
| 2011/12 | FC Schalke 04        | Bundesliga                | 18    | 0      |
| 2012/13 | → Spartak Moskou     | Premjer-Liga              | 18    | 3      |
| 2013/14 | Spartak Moskou       | Premjer-Liga              | 29    | 8      |
| 2014/15 | Spartak Moskou       | Premjer-Liga              | 18    | 3      |
| 2015/16 | Spartak Moskou       | Premjer-Liga              | 1     | 0      |
| 2015/16 | Watford              | Premier League            | 27    | 0      |
| 2016/17 | RCD Espanyol         | Primera División          | 31    | 3      |
| 2017/18 | RCD Espanyol         | Primera División          | 29    | 0      |
| 2018/19 | Al-Ahli              | Saudi Professional League | 17    | 1      |
| 2019    | Changchun Yatai      | Jia League                | 8     | 0      |

Bijgewerkt tot en met 16 juni 2019

## Erelijst
| Competitie         |                 |                 |                 |                 |
| Competitie         | Aantal          | Jaren           |                 |                 |
| Atlético Madrid    | Atlético Madrid | Atlético Madrid | Atlético Madrid | Atlético Madrid |
| ------------------ | --------------- | --------------- | --------------- | --------------- |
| UEFA Europa League | 1x              | 2009/10         |                 |                 |
| UEFA Super Cup     | 1x              | 2010            |                 |                 |
| FC Schalke 04      |                 |                 |                 |                 |
| DFB-Pokal          | 1x              | 2010/11         |                 |                 |
| Duitse supercup    | 1x              | 2011            |                 |                 |